# Arturo David Ramírez
Arturo David Ramírez Torres (Villa Ramallo, 18 febbraio 1981) è un ex calciatore argentino, di ruolo centrocampista.

## Caratteristiche tecniche
È un trequartista.

## Palmarès
- Campionato argentino di seconda divisione: 1

Olimpo: 2006-2007
- Campionato argentino: 1

Vélez Sarsfield: 2010-2011 (C)